# Mistrzostwa Polski w Łyżwiarstwie Szybkim na Dystansach 2013
27. Mistrzostwa Polski w Łyżwiarstwie Szybkim na Dystansach 2013 odbyły się w dniach 28-30 grudnia 2012 roku na torze Stegny w Warszawie.
Na dystansie 500 metrów rozgrywane były dwa biegi i dopiero suma czasów z obu biegów zadecydowała o kolejności zawodników.

## Obrońcy tytułów
| Konkurencja  | Mężczyźni           | Kobiety           |
| ------------ | ------------------- | ----------------- |
| 500 metrów   | Artur Waś           | Natalia Czerwonka |
| 1000 metrów  | Konrad Niedźwiedzki | Natalia Czerwonka |
| 1500 metrów  | Zbigniew Bródka     | Natalia Czerwonka |
| 3000 metrów  | —                   | Natalia Czerwonka |
| 5000 metrów  | Jan Szymański       | Natalia Czerwonka |
| 10000 metrów | Jan Szymański       | —                 |

## Kobiety
| Konkurencja:     | 1. miejsce                                                                   | Rezultat             | 2. miejsce                                                             | Rezultat             | 3. miejsce                                                                                 | Rezultat             |
| 500 m            | Luiza Złotkowska (LKS Poroniec Poronin)                                      | 84,070 (42,28+41,79) | Katarzyna Bachleda-Curuś (LKS Poroniec Poronin)                        | 84,500 (42,59+41,91) | Natalia Czerwonka (MKS Cuprum Lubin)                                                       | 84,580 (42,50+42,08) |
| 1000 m           | Katarzyna Bachleda-Curuś (LKS Poroniec Poronin)                              | 1.23,04              | Natalia Czerwonka (MKS Cuprum Lubin)                                   | 1.23,72              | Katarzyna Woźniak (WTŁ Stegny Warszawa)                                                    | 1.24,87              |
| 1500 m           | Natalia Czerwonka (MKS Cuprum Lubin)                                         | 2.08,94              | Katarzyna Bachleda-Curuś (LKS Poroniec Poronin)                        | 2.10,12              | Luiza Złotkowska (LKS Poroniec Poronin)                                                    | 2.10,28              |
| 3000 m           | Katarzyna Bachleda-Curuś (LKS Poroniec Poronin)                              | 4.28,93              | Natalia Czerwonka (MKS Cuprum Lubin)                                   | 4.31,43              | Luiza Złotkowska (LKS Poroniec Poronin)                                                    | 4.36,25              |
| 5000 m           | Natalia Czerwonka (MKS Cuprum Lubin)                                         | 7.59,90              | Katarzyna Bachleda-Curuś (LKS Poroniec Poronin)                        | 8.00,89              | Aleksandra Goss (WTŁ Stegny Warszawa)                                                      | 8.02,69              |
| wyścig drużynowy | LKS Poroniec Poronin Luiza Złotkowska Urszula Włodarczyk Magdalena Czyszczoń | 3.27,57              | WTŁ Stegny Warszawa Katarzyna Woźniak Aleksandra Goss Gabriela Borecka | 3.34,91              | Pilica Tomaszów Mazowiecki Karolina Domańska-Ksyt Aleksandra Dębowska Aleksandra Kapruziak | 3.36,20              |

## Mężczyźni
| Konkurencja:     | 1. miejsce                                                            | Rezultat             | 2. miejsce                                                                | Rezultat             | 3. miejsce                                               | Rezultat             |
| 500 m            | Zbigniew Bródka (UKS Błyskawica Domaniewice)                          | 74,080 (37,15+36,93) | Artur Nogal (Nowy Marymont Warszawa)                                      | 74,770 (37,07+37,70) | Maciej Biega (SKŁ Górnik Sanok)                          | 75,740 (37,33+38,41) |
| 1000 m           | Zbigniew Bródka (UKS Błyskawica Domaniewice)                          | 1.13,30              | Konrad Niedźwiedzki (LKS Poroniec Poronin)                                | 1.13,67              | Jan Szymański (LKS Poroniec Poronin)                     | 1.14,10              |
| 1500 m           | Konrad Niedźwiedzki (LKS Poroniec Poronin)                            | 1.53,15              | Zbigniew Bródka (UKS Błyskawica Domaniewice)                              | 1.53,30              | Jan Szymański (LKS Poroniec Poronin)                     | 1.53,93              |
| 5000 m           | Jan Szymański (LKS Poroniec Poronin)                                  | 6.42,88              | Zbigniew Bródka (UKS Błyskawica Domaniewice)                              | 6.49,68              | Konrad Niedźwiedzki (LKS Poroniec Poronin)               | 6.56,23              |
| 10 000 m         | Jan Szymański (LKS Poroniec Poronin)                                  | 14.14,44             | Sebastian Druszkiewicz (AZS Zakopane)                                     | 14.33,69             | Roland Cieślak (Pilica Tomaszów Mazowiecki)              | 14.45,99             |
| wyścig drużynowy | AZS Zakopane Andrzej Gąsienica-Laskowy Piotr Głowacki Dariusz Stanuch | 4.14,20              | Nowy Marymont Warszawa Artur Nogal Aleksander Puszkarski Piotr Puszkarski | 4.19,56              | Orzeł Elbląg Adrian Wielgat Piotr Sowa Artur Kisielewski | 4.29,43              |